# Stefano Gentile
Stefano Gentile, (nacido el 20 de agosto de 1989 en Maddaloni, Italia) es un jugador italiano de baloncesto. Con 1.91 de estatura, su puesto natural en la cancha es la de base. Es hermano de Alessandro e hijo de Ferdinando, también profesionales del baloncesto.

## Trayectoria
- Juvecaserta Basket (2005-2006)
- Andrea Costa Imola (2006-2007)
- Olimpia Milano (2007-2008)
- Ostuni Basket (2008-2009)
- Aquila Basket Trento (2009-2010)
- Junior Pallacanestro Casale (2010-2012)
- Juvecaserta Basket (2012-2013)
- Acqua Vitasnella Cantù (2013-2015)
- Grissin Bon Reggio Emilia (2015–2017)
- Virtus Bologna (2017–2018)
- Dinamo Basket Sassari (2018-2024)
- Trapani Shark (2024-presente)